# Palaiargia arses
Palaiargia arses är en trollsländeart som beskrevs av Maurits Anne Lieftinck 1957. Palaiargia arses ingår i släktet Palaiargia och familjen dammflicksländor. Inga underarter finns listade i Catalogue of Life.